# Téléphonie pour les détenus dans les prisons françaises
La téléphonie pour les détenus dans les prisons françaises est un ensemble de moyens de communication téléphoniques mis à la disposition des prisonniers dans le système carcérale français. 

## Droit
En France, tous les détenus sont autorisés à effectuer des appels téléphoniques depuis leur centre d'incarcération, quel que soit leur âge, leur statut ou leur type d'incarcération. 
Pour ce faire, une circulaire oblige les centres de détention à mettre à la disposition des détenus des téléphones isolés.
En cas de mise en détention provisoire, le magistrat chargé de l'instruction du dossier peut ôter ce droit dans le cadre de l'enquête en cours. 
Le magistrat peut aussi ôter au détenu le droit de téléphoner à un membre de sa famille « en raison du maintien du bon ordre, de la sécurité, de la prévention des infractions ou des nécessités de l’information ».
Par ailleurs, le directeur d'établissement peut suspendre ce droit pour motifs liés au « maintien du bon ordre et de la sécurité ou à la prévention des infractions ». 

### Fréquence d'accès
Les détenus ont accès de manière  « libre » aux téléphones, cependant, si ces derniers sont sur le chemin de promenade, les détenus n'y ont accès que dans ces conditions. Cette restriction peut aussi s'appliquer entre 7 et 18 heures. 
Les téléphones peuvent émettre des appels, mais pas en recevoir. En cas de circonstances graves, la famille peut transmettre un message par l'intermédiaire du service pénitentiaire.

### Écoutes
Toutes les communications téléphoniques des détenus sont susceptibles d'être mises sur écoute, à l'exception de celles passées avec un avocat, un Contrôleur général des lieux de privation de liberté, le Défenseur des droits, ou les associations membres du dispositif de téléphonie sociale et en santé.

### Coût
Le coût de ces appels est à la charge du détenu.  Les personnes ne disposant pas des ressources nécessaires peuvent demander des aides privées.

## Téléphones portables et accès à Internet
L'usage de téléphones portables ou de moyens de communication personnels est interdit. Cependant, de nombreux détenus possèdent un portable, certains en ont même plusieurs. Selon Arthur Frayer-Laleix, journaliste ayant fait une expérience de gardien de prison,  « il y a quasiment un portable par détenu », et, les smartphones permettant d'aller sur les réseaux sociaux sur Internet, « il n'est pas rare de voir des profils Facebook de détenus qui montrent les conditions de détention ». Les détenus parviennent à faire rentrer des portables via les parloirs, ou grâce à des complices qui les jettent de l'extérieur par-dessus les murs, ou encore via le personnel pénitentiaire.
En 2014, 27 524 téléphones portables ont été saisis dans les prisons françaises, un chiffre en augmentation constante : 40 000 téléphones ont été saisis en 2017,. En plus de poser un problème de sécurité, la présence de ces portables présente un enjeu financier : les détenus vendent et achètent les appareils en prison, les louent ou les cachent dans leur cellule contre rémunération.
En 2015, le ministère de la Justice envisage un décret pour autoriser les portables en prison, avant de se rétracter devant la polémique et les désaccords chez les surveillants pénitentiaires.
Pour réduire le trafic des téléphones portables, l'administration pénitentiaire envisage de 2016 à 2019 d'équiper 50 000 cellules de prison en France avec des téléphones fixes d'ici 2020. Ces téléphones ne pourraient pas recevoir d'appels, uniquement en émettre. Un test est démarré à la prison de Montmédy en 2016, où un téléphone fixe est installé dans chaque cellule. En deux ans, entre 2016 et 2018, le nombre d'appels passés par les détenus par l'intermédiaire du téléphone fixe a augmenté tandis que la quantité de portables trouvés a diminué.
Une autre expérience est réalisée à partir du début du mois de juillet 2019 dans la prison de Condé-sur-Sarthe, où 187 détenus ont alors accès à un téléphone fixe. Les détenus doivent faire enregistrer auprès de l’administration les numéros qu'ils veulent appeler avant de pouvoir utiliser ce téléphone. Mais selon les gardiens de la prison, cela ne représente pas une précaution utile : « une fois que le numéro est composé, les familles à l’extérieur transfèrent les appels sur d’autres téléphones portables et organisent des conférences. Ça discute en langue étrangère et les agents ne peuvent traduire. On passe à côté de plein de choses. ». De plus, les syndicats pénitentiaires s'alarment qu'il n'y ait qu'un seul gardien pour écouter les conversations et seulement pendant la journée. Dès le mois d'août 2019, la surveillance des conversations a pris un retard de 48 heures, ce qui pourrait selon un surveillant de la prison conduire à des drames qui auraient pu être évités.
L'installation de téléphones fixes dans les cellules pourraient selon Nicole Belloubet, la ministre de la Justice, resserrer les liens familiaux. Mais, selon Lydia Trouvé, présidente du syndicat Protection et Respect des Prisonniers, le prix des appels téléphoniques, trop élevé, 80 centimes la minute et jusqu'à 150 euros par mois, ne permettrait pas de cultiver le lien familial. Elle estime que les « forfaits » sont « exorbitants ».
À l'automne 2018, l'administration pénitentiaire lance un test de terminaux d'accès à un intranet à la maison d'arrêt de Dijon et dans les centres pénitentiaires de Meaux et Nantes. Sous forme de tablettes, ceux-ci permettent aux détenus d'effectuer des démarches auprès de l'administration. Si l'expérience est concluante, l'administration vise un équipement de toutes les prisons d'ici 2022.